# NGC 928
NGC 928 (również PGC 9368) – galaktyka spiralna (S), znajdująca się w gwiazdozbiorze Barana. Odkrył ją Albert Marth 5 września 1864 roku.